# Reid Coolsaet
Reid Coolsaet, né le 29 juillet 1979 à Hamilton en Ontario, est un coureur de fond canadien. Il participe aux deux marathons lors des Jeux olympiques de 2012 à Londres et 2016 à Rio de Janeiro.

## Biographie
Reid Coolsaet commence sa carrière de coureur en l'an 2000 et participe à sa première compétition internationale en 2002 avec les Championnats du Canada d'athlétisme et les championnats du monde de cross-country 2002 course longue. C'est en 2003 qu'il brise pour la première fois la barrière des 14 min sur la distance du 5 000 mètres. En 2004, Reid Coolsaet commence à participer à des courses à l'étranger avec certaines en Belgique et aux États-Unis. Dans la même année, il réalise un temps de 14 min 3 s pour un 5 kilomètres sur route. En l'an 2005, avec un temps de 13 min 38 s réalisé à Palo Alto, il se qualifie pour les championnats du monde d'athlétisme. Il se fait éliminer dans les séries avec une décevante 14e place. Il participe une fois de plus aux mondiaux de cross-country en 2005, qui se sont cette fois déroulés en France à Saint-Galmier près de Saint-Étienne. En 2006 et 2007, il enchaîne les compétitions à l'étranger en participant à des distances de plus en plus longues. Il brise la barrière des 28 min sur 10 000 mètres lors du meeting de Palo Alto en 2007. En 2008, il fait son premier 15 kilomètres et réalise 44 min.  

### Marathon
Reid Coolsaet obtient de bons résultats lors de l'année 2009, remportant le 10 000 mètres des championnats du Canada d'athlétisme. Il fait également ses premiers pas sur le marathon, d'abord avec le marathon d'Ottawa, où il réalise le temps de 2 h 17, ce qui le qualifie pour l'épreuve des championnats du monde à Berlin où il bat son précédent temps avec 2 h 16. En 2010, il réalise le temps de 2 h 11 sur le marathon de Toronto. Dans les années suivantes, il fera plusieurs performances de 2 h 10 sur marathon. En 2012, il participe au marathon des Jeux olympiques et termine à la 27e place. C'est en 2015 qu'il réalise son record sur marathon avec une 6e place au marathon de Berlin en un temps de 2 h 10 min 28 s. Il participe aux Jeux olympiques en 2016 et termine 23e. Il participe ensuite à plusieurs marathons au Canada, soit ceux de Toronto et Ottawa. 
Son objectif est de se qualifier pour les Jeux olympiques de 2020 à  Tokyo, ce qui constituerait sa troisième participation consécutive. 

### Année 2020 - Année Olympique
En cette nouvelle décennie et année olympique, Reid Coolsaet commence l'année en force avec un semi-marathon à Burlington en Ontario. Cet événement est très compétitif, effectivement les canadiens Chris Balestrini, Josh Lumani et François Landry sont présents. De plus, le Kenyan Sami Jibril est aussi un très bon compétiteur. Le parcours du Chilly Half-Marathon est très côteux, mais Reid réussit tout de même une excellente performance de 1 h 4 min 34 s, première place, avec près de 2 minutes d'avance sur son plus proche compétiteur.

## Palmarès de course à pied
| Date | Compétition           | Lieu           | Résultat  | Performance     |
| ---- | --------------------- | -------------- | --------- | --------------- |
| 2009 | Marathon d'Ottawa     | Ottawa         | 8e place  | 2 h 17 min 09 s |
| 2009 | Championnats du monde | Berlin         | 25e place | 2 h 16 min 53 s |
| 2010 | Marathon de Toronto   | Toronto        | 10e place | 2 h 11 min 23 s |
| 2011 | Marathon de Toronto   | Toronto        | 3e place  | 2 h 10 min 55 s |
| 2012 | Jeux olympiques       | Londres        | 27e place | 2 h 16 min 29 s |
| 2013 | Marathon de Fukuoka   | Fukuoka        | 6e place  | 2 h 11 min 24 s |
| 2014 | Marathon de Londres   | Londres        | 13e place | 2 h 13 min 40 s |
| 2015 | Marathon de Rotterdam | Rotterdam      | 7e place  | 2 h 11 min 24 s |
| 2015 | Marathon de Berlin    | Berlin         | 6e place  | 2 h 10 min 28 s |
| 2016 | Jeux olympiques       | Rio de Janeiro | 23e place | 2 h 14 min 58 s |
| 2016 | Marathon de Fukuoka   | Fukuoka        | 7e place  | 2 h 10 min 55 s |
| 2017 | Marathon de Toronto   | Toronto        | DNF       | DNF             |
| 2018 | Marathon de Boston    | Boston         | 9e place  | 2 h 25 min 02 s |
| 2018 | Marathon de Mexico    | Mexico         | 12e place | 2 h 27 min 59 s |
| 2018 | Marathon de Toronto   | Toronto        | 10e place | 2 h 17 min 37 s |
| 2019 | Marathon d'Ottawa     | Ottawa         | 8e place  | 2 h 17 min 37 s |
| 2019 | Marathon de Toronto   | Toronto        | 14e place | 2 h 15 min 23 s |
| 2021 | Tuscany Camp Marathon | Sienne         | 44e place | 2 h 16 min 38 s |

| Date | Événement             | Lieu          | Classement |
| ---- | --------------------- | ------------- | ---------- |
| 2002 | Championnats du monde | Dublin        | 98e place  |
| 2004 | Championnats du monde | Bruxelles     | 62e place  |
| 2005 | Championnats du monde | Saint-Galmier | 52e place  |
| 2006 | Championnats du monde | Fukuoka       | 98e place  |